# Hamilton County, Nebraska
Hamilton County är ett administrativt område i delstaten Nebraska, USA, med 9 124 invånare. Den administrativa huvudorten (county seat) är Aurora. 

## Geografi
Enligt United States Census Bureau så har countyt en total area på 1 417 km². 1 409 km² av den arean är land och 8 km² är vatten. 

### Angränsande countyn
- Polk County - nordost
- York County - öster
- Clay County - syd
- Hall County - väst
- Merrick County - nord